# Pteromallosia anularis
Pteromallosia anularis är en skalbaggsart som först beskrevs av Holzschuh 1984.  Pteromallosia anularis ingår i släktet Pteromallosia och familjen långhorningar. Inga underarter finns listade i Catalogue of Life.